# 13010 Germantitov
13010 Germantitov (1986 QR5) là một tiểu hành tinh vành đai chính được phát hiện ngày 29 tháng 8 năm 1986 bởi L. V. Zhuravleva ở Đài vật lý thiên văn Crimean.